# Дейвид Брадли (актьор)
Дейвид Брадли (на английски: David Bradley) е американски актьор и майстор по бойни изкуства. Известен с участието си в множество нискобюджетни екшън филми от 90–те.

## Кариера
Брадли е известен с ролята си на Шон Дейвидсън в „Американски нинджа 3“ (American Ninja 3: Blood Hunt) и „Американски нинджа 4“ (American Ninja 4: The Annihilation). Той е звездата и в отделния филм, озаглавен „Американски нинджа 5“, като Джо Касъл, който технически не е продължение на предишните филми. Според режисьора Седрик Съндстром, Брадли е бил недоволен от факта, че неговият герой бива спасен от героя на Майкъл Дудикоф във филма „Американски нинджа 4“.

## Личен живот
Брадли тренира и владее карате (черен колан), шотокан, кемпо, тайдзи цюан и айкидо.

## Филмография
| Година | Заглавие                 | Роля                   | Бележки                                     |
| ------ | ------------------------ | ---------------------- | ------------------------------------------- |
| 1997   | Пълна реалност           | Антъни Ренд            |                                             |
| 1997   | В надпревара със смъртта | д-р Винсънт Макинтайър |                                             |
| 1997   | Криза                    | Алекс                  | още като Без изход                          |
| 1996   | Полицейски ветеран       | Джо Харгатей           |                                             |
| 1996   | Изход                    | Чарлс                  | още като Strip To Kill; на касета           |
| 1995   | Полицаят киборг 2        | Джак Раян              | още като Киборг войник                      |
| 1995   | Жестока справедливост    | Ник Адамс              | на касета                                   |
| 1994   | Blood Run                | Брад Кингсбъри         | още като Извън закона (САЩ)                 |
| 1994   | Кървави воини            | Уес Хейли              | ТВ филм                                     |
| 1993   | Полицаят киборг          | Джак                   |                                             |
| 1993   | Американска нинджа 5     | Джо Касъл              | още като Американска нинджа V (САЩ)         |
| 1992   | Американски самурай      | Андрю 'Дрю' Колинс     | още като Нинджа: Американски самурай (САЩ)  |
| 1991   | Приземен етаж            | Сам                    | на касета                                   |
| 1990   | Американска нинджа 4     | Шон Дейвидсън          | още като Американска нинджа 4: Унищожението |
| 1989   | Американска нинджа 3     | Шон Дейвидсън          | още като Американска нинджа 3: Отмъщението  |
| 1989   | Убийство по сценарий     | Адам Пери              | ТВ сериал (Trevor Hudson's Legacy)          |